# Eddy Schurer
Pour les articles homonymes, voir Schurer.
Eddy Schurer est un coureur cycliste néerlandais, né le 12 septembre 1964 à Bakkeveen. Professionnel de 1987 à 1994, il a remporté 8 victoires.

## Palmarès

### Palmarès amateur
- 1985
  - Tour du Sud-Est de la Frise
  - Tour d'Overijssel
  - 1re étape du Tour du Hainaut
  - Commonwealth Bank Classic
  - 3e du Tour du Hainaut
- 1986
  - 2e étape du Grand Prix François-Faber
  - 5eb étape de l'Olympia's Tour
  - 2e de la Ster van Zwolle
  - 2e du Hel van het Mergelland
  - 3e du Grand Prix François-Faber
- 1987
  - 3e étape de l'Étoile du Brabant
  - 2e étape du Circuit franco-belge (contre-la-montre)
  - 1re, 7eb (contre-la-montre) et 9e étapes de l'Olympia's Tour
  - Tour d'Achterhoek
  - 2e de l'Étoile du Brabant
  - 2e de l'Olympia's Tour
  - 3e du Tour de Drenthe

### Palmarès professionnel
| - 1989 - Grand Prix de la Libération (avec l'équipe TVM) - 2e du Circuit de la vallée de la Lys - 3e du Tour de Luxembourg - 3e du Tour des Pays-Bas - 1990 - 2e étape du Tour de Luxembourg - 6e étape du Tour des Pays-Bas - 1991 - 4e étape du Tour de Luxembourg - 5e étape du Tour des Pays-Bas - 3e du Tour des Pays-Bas | - 1992 - 1re étape de la Hofbrau Cup - 1993 - 6e étape des Quatre Jours de Dunkerque - 3e du Mémorial Rik Van Steenbergen |

## Résultats sur les grands tours

### Tour de France
3 participations
- 1989 : 132e
- 1990 : abandon (10e étape)
- 1991 : 152e